# Jonathan Hilbert
Jonathan Hilbert (ur. 21 kwietnia 1995) – niemiecki lekkoatleta specjalizujący się w chodzie sportowym.
W 2019 zajął 23. miejsce w chodzie na 50 kilometrów podczas mistrzostw świata w Dosze. Srebrny medalista igrzysk olimpijskich w Tokio (2021).
Złoty medalista mistrzostw Niemiec oraz reprezentant kraju w drużynowych mistrzostwach świata i pucharze Europy w chodzie.
Rekordy życiowe: chód na 20 kilometrów – 1:22:57 (6 kwietnia 2024, Podiebrady); chód na 35 kilometrów – 2:30:38 (18 maja 2025, Podiebrady); chód na 50 kilometrów – 3:43:44 (10 kwietnia 2021, Frankfurt nad Menem).

## Osiągnięcia
| Rok  | Impreza                                | Miejsce    | Konkurencja                 | Lokata      | Wynik    |
| ---- | -------------------------------------- | ---------- | --------------------------- | ----------- | -------- |
| 2013 | Puchar Europy w chodzie sportowym      | Dudince    | chód na 10 km               | 24. miejsce | 46:18    |
| 2014 | Mistrzostwa świata juniorów            | Eugene     | chód na 10 000 m            | 17. miejsce | 43:02,55 |
| 2015 | Młodzieżowe mistrzostwa Europy         | Tallinn    | chód na 20 km               | 13. miejsce | 1:30:25  |
| 2017 | Puchar Europy w chodzie                | Podiebrady | chód na 20 km               | 27. miejsce | 1:24:43  |
| 2017 | Młodzieżowe mistrzostwa Europy         | Bydgoszcz  | chód na 20 km               | 6. miejsce  | 1:23:26  |
| 2019 | Puchar Europy w chodzie                | Olita      | chód na 50 km               | 17. miejsce | 3:58:21  |
| 2019 | Mistrzostwa świata                     | Doha       | chód na 50 km               | 23. miejsce | 4:30:43  |
| 2021 | Igrzyska olimpijskie                   | Tokio      | chód na 50 km               | 2. miejsce  | 3:50:44  |
| 2022 | Mistrzostwa Europy                     | Monachium  | chód na 35 km               | 5. miejsce  | 2:32:44  |
| 2024 | Drużynowe mistrzostwa świata w chodzie | Antalya    | sztafeta mieszana w chodzie | 14. miejsce | 3:04:29  |
| 2025 | Drużynowe mistrzostwa Europy w chodzie | Podiebrady | chód na 35 km               | 15. miejsce | 2:30:38  |